# Провіденс (округ, Род-Айленд)
Шаблон:StateAbbr_ 41°51′10″ пн. ш. 71°27′22″ зх. д. / 41.852777777778° пн. ш. 71.456111111111° зх. д.
Про́віденс (англ. Providence County) — округ (графство) у штаті Род-Айленд, США. Ідентифікатор округу 44007.

## Населені пункти
В склад округу входять 6 міст (сіті) та 10 містечок (таун).
Міста
| Місто         | Населення, осіб | Рік  |
| ------------- | --------------- | ---- |
| Вунсокет      | 41186           | 2010 |
| Кранстон      | 80387           | 2010 |
| Іст-Провіденс | 47037           | 2010 |
| Потакет       | 71148           | 2010 |
| Провіденс     | 178042          | 2010 |
| Сентрал-Фоллс | 19376           | 2010 |

Містечка
| Містечко       | Населення, осіб | Рік  |
| -------------- | --------------- | ---- |
| Барріллвілл    | 15955           | 2010 |
| Глостер        | 9746            | 2010 |
| Джонстон       | 28769           | 2010 |
| Камберленд     | 33506           | 2010 |
| Лінкольн       | 21105           | 2010 |
| Норт-Провіденс | 32078           | 2010 |
| Норт-Смітфілд  | 11967           | 2010 |
| Сичуїт         | 10329           | 2010 |
| Смітфілд       | 21430           | 2010 |
| Фостер         | 4606            | 2010 |

## Історія
Округ утворений 1703 року.

## Демографія
За даними перепису
2000 року
загальне населення округу становило 621602 осіб, зокрема міського населення було 584342, а сільського — 37260.
Серед мешканців округу чоловіків було 297551, а жінок — 324051. В окрузі було 239936 домогосподарств, 152823 родин, які мешкали в 253214 будинках.
Середній розмір родини становив 3,11.
Віковий розподіл населення поданий у таблиці:
| Стать    | До 15 років | 15-21 | 22-29 | 30-39 | 40-49 | 50-65 | 65-85 | Понад 85 |
| -------- | ----------- | ----- | ----- | ----- | ----- | ----- | ----- | -------- |
| Чоловіки | 64224       | 34186 | 32708 | 46880 | 43930 | 40798 | 31467 | 3358     |
| Жінки    | 60859       | 34161 | 33975 | 48611 | 45987 | 44624 | 46056 | 9778     |

## Суміжні округи
- Норфолк, Массачусетс — північний схід
- Бристоль, Массачусетс — схід
- Бристоль — південний схід
- Кент — південь
- Віндем, Коннектикут — захід
- Вустер, Массачусетс — північний захід